# Königreich Kenedugu
Kenedugu (französisch Kénédougou) war ein Staat im Süden des heutigen Mali und im Westen des heutigen Burkina Faso von der Mitte des 17. Jahrhunderts bis 1898.
Die Senufo wanderten Mitte des 17. Jahrhunderts aus dem Norden der heutigen Elfenbeinküste in den Süden des heutigen Mali und die umliegenden Region ein und gründeten Kenedugu. Erster König wurde Nanka Traoré, der Begründer der Traoré-Dynastie, die bis zum Untergang des Staates regierte.
Kenedugu übernahm einige Praktiken der Mande, zum Beispiel den Königstitel Faama. Das Land war wichtig für den Handel zwischen der Sahara im Norden und den Waldgebieten im Süden. Seine Bewohner waren Animisten.
König Mansa Daoula Traoré gründete Sikasso.
1862 wurde König Daouda Traoré von N'Golo Kounanfan Traoré entthront.
Im 19. Jahrhundert drangen die Franzosen in Westafrika vor; gleichzeitig entstand das Reich des Samory Touré. König Tieba verlegte 1877 die Hauptstadt von Kenedugu nach Sikasso, wo er auf einem Hügel die Festung Mamelon erbauen ließ. Dadurch überstand Kenedugu unter Tieba und seinem Nachfolger König Babemba Traoré mehrere Angriffe der ausländischen Mächte.
Im April 1887 wurde Sikasso erfolglos von Samory Touré mit 12.000 Mann belagert. 1887–1888 wurde Sikasso erfolglos von französischen Truppen belagert. 1890 ließ Tieba eine Stadtmauer errichten, die teilweise bis heute steht.
1892 starb Tieba. Am 1. Januar 1893 wurde sein Bruder Babemba Traoré neuer König. Am 1. Mai 1898 wurde Sikasso nach mehrtägigem Artilleriebeschuss eingenommen. König Babemba Traoré ließ sich durch seine Leibwächter töten.
Die Gegend um Sikasso wurde Teil von Französisch-Sudan. Im Westen von Burkina Faso gibt es noch heute eine Provinz namens Kénédougou.

## Königsliste
- 1845–1860: Mansa Daoula Traoré
- 1860–1862: Daouda Traoré, Bruder des vorherigen
- 1862–1866: N'Golo Kounanfan Traoré
- 1866–1892: Tiéba Traoré, Sohn von Mansa Daoula Traoré
- 1893–1898: Babemba Traoré, Bruder des vorherigen